# Cosmarium tyrolicum
Cosmarium tyrolicum là một loài Song tinh tảo trong họ Desmidiaceae, thuộc chi Cosmarium.